# Рославцев, Роман Леонидович
Роман Леонидович Рославцев (род. 1971) — советский и российский легкоатлет, специалист по бегу на короткие дистанции. Выступал на профессиональном уровне в 1990-х годов, обладатель бронзовой медали Спартакиады народов СССР, чемпион России в беге на 400 метров и в эстафете 4 × 400 метров (дважды), участник Игр доброй воли в Санкт-Петербурге. Представлял Санкт-Петербург и Вооружённые силы.

## Биография
Роман Рославцев родился в 1971 году. Занимался лёгкой атлетикой в Ленинграде под руководством заслуженного тренера СССР Вячеслава Владимировича Степанова, выступал за Вооружённые силы.
Первого серьёзного успеха на всесоюзном уровне добился в сезоне 1991 года, когда на чемпионате страны в рамках X летней Спартакиады народов СССР в Киеве с ленинградской командой выиграл бронзовую медаль в зачёте эстафеты 4 × 400 метров.
В 1992 году в беге на 400 метров одержал победу на чемпионате России в Москве.
В 1993 году в 400-метровой дисциплине стал серебряным призёром на зимнем чемпионате России в Москве, выиграл эстафету 4 × 400 метров на летнем чемпионате России в Москве.
В 1994 году в эстафете 4 × 400 метров получил серебро на чемпионате России в Санкт-Петербурге. Благодаря череде удачных выступлений вошёл в состав российской сборной и удостоился права защищать честь страны на Играх доброй воли в Санкт-Петербурге, где в той же дисциплине вместе с соотечественниками Иннокентием Жаровым, Станиславом Габидулиным и Дмитрием Клигером занял четвёртое место.
На чемпионате России 1995 года в Москве вновь победил в эстафете 4 × 400 метров.
В 1997 году на чемпионате России в Туле выиграл серебряную медаль в эстафете 4 × 400 метров.